# Nederlands Economisch Instituut
De Stichting NEI (Nederlands Economisch Instituut) is de enige aandeelhouder van NEI BV, onderdeel van adviesbureau Ecorys. De stichting zet de opbrengsten van zijn aandeel in Ecorys in ter bevordering van toegepast wetenschappelijk onderzoek.

## Geschiedenis

### 1929 - 1940
Het NEI werd 19 juli 1929 opgericht door Rotterdamse zakenlieden. Oprichters zijn de heren K.P. van der Mandele, R. Mees, S. van den Bergh jr., D.G. van Beuningen, W.A. Engelbrecht, George Hermann Hintzen, Willem Carel Hudig (zoon van Jan Hudig), en A.F. Philips. De stichting heeft als doel in het algemeen de bevordering van de bestudering van economische vraagstukken en in het bijzonder het verzamelen en uitwerken van economische gegevens.
Het economisch onderzoek komt goed op gang en Economische Statistische Berichten (ESB) wordt het ‘eigen’ publicatiekanaal. Door het wegvallen van een deel van de inkomsten moet het instituut commercieel gaan werken. Onderzoek in opdracht biedt uitkomst. De eerste onderzoeken betreffen veelal internationale vergelijkingen, zoals een vergelijkend conjunctuuroverzicht, een studie naar de relatie tussen banken en industrie in verschillende landen, een studie naar de economische gevolgen van een tolunie tussen Nederland, België en Luxemburg en een studie naar de mogelijkheden van zuivelexport. Na 10 jaar heeft NEI zo’n 20 medewerkers in dienst.

### 1945 – 1990
NEI was nauw verbonden met de Nederlandsche Economische Hoogeschool, sinds 1973 Erasmus Universiteit Rotterdam. Deze samenwerking werd versterkt door professor Jan Tinbergen, die in 1969 de eerste Nobelprijs voor de economie won. Na de Tweede Wereldoorlog nam de samenwerking met de universiteit af en verdiende de stichting haar omzet geleidelijk meer met contractwerk.
Met name door het werk van professoren Tinbergen en Leo H. Klaassen, NEI-directeur van 1960-1984, worden de activiteiten internationaler en groeit het onderzoek voor ontwikkelingslanden. 
Ook de toenemende Europese integratie en de samenwerkingsverbanden met buitenlandse instituten geven een extra impuls aan het internationale karakter van de organisatie.
In 1970 telt het NEI ongeveer 80 medewerkers. Vanaf het eind van de jaren zeventig vindt een sterke expansie plaats van de activiteiten in ontwikkelingslanden. In opdracht van bilaterale donoren (vooral Nederland), multilaterale instellingen als de Wereldbank en landsregeringen worden ontwikkelingsgerichte projecten uitgevoerd in Azië, Latijns-Amerika en Afrika.
NEI wordt zakelijker en professioneler en het werken in opdracht wordt winstgevender. Ook wordt actief deelgenomen in diverse samenwerkingsverbanden. Zo komt in 1981 het SIBAS tot stand, een samenwerkingsverband van NEI met de Stichting Energieonderzoek Centrum Nederland, de Stichting Waterloopkundig Laboratorium, de Stichting Maritiem Research Instituut Nederland, de Stichting Nationaal Lucht- en Ruimtevaartlaboratorium en de Nederlandse Centrale Organisatie voor Toegepast Natuurwetenschappelijk Onderzoek.

### 1990 - 2002
Samen met zes andere Europese onderzoeks- en adviesbureaus richt NEI ERECO op, het European Economic Research and Advisory Consortium-eesv. Ook neemt het instituut deel in NEDECO, een wereldwijd werkende organisatie van Nederlandse consultancy- en ingenieursbureaus.
In 1999 wordt NEI gesplitst in een BV voor de onderzoeks- en adviesactiviteiten, en een stichting, die als doelstelling heeft het bevorderen van het economisch onderzoek. In datzelfde jaar fuseert NEI met Kolpron, een adviesbureau voor gebiedsgerichte publiek-private samenwerking (PPS) en publieke regionale samenwerkingsverbanden. Beide bedrijven streven naar diversificatie van product-marktcombinaties en een verdere internationalisatie van de activiteiten door middel van buitenlandse vestigingen.

## Ecorys
In 2000 fuseert NEI Kolpron met ECOTEC Research & Consulting, opgericht in 1982 en gevestigd in het Verenigd Koninkrijk. De nieuwe organisatie draagt de naam Ecorys.. 
In 2002 draagt NEI BV alle activiteiten over aan Ecorys. De Stichting NEI gaat verder als aandeelhouder in Ecorys met een belang van meer dan 40%.
Per 1 januari 2021 bestaat het Curatorium van de Stichting NEI uit de volgende personen:
- Dr Marius Jonkhart, voorzitter
- Dr Bertholt Leeftink
- Drs Sandra Philippen
- Dr Hein Schreuder